# Alberto di Sabbioneta
Alberto di Sabbioneta (Sabbioneta, ... – 1116) è stato un feudatario italiano della contessa Matilde di Canossa.

## Biografia
Poco si conosce di questo conte rurale, figlio di Bosone II e della contessa Donella, sorella del conte Uberto di Parma.
Fu vassallo della grancontessa Matilde di Canossa, che lo ricompensò con investiture intorno al 1100 delle terre tra Guastalla e Brescello. Alla morte di Matilde nel 1115 e dopo la discesa dell'imperatore Enrico V di Franconia in Italia, Alberto passò dalla parte dell'Impero.
Di lui si ricorda che ebbe un figlio di nome Abbas, che fu donatore di beni alla Chiesa.